# Mesochorus mulleri
Mesochorus mulleri är en stekelart som beskrevs av Schwenke 1999. Mesochorus mulleri ingår i släktet Mesochorus och familjen brokparasitsteklar. Arten är reproducerande i Sverige. Inga underarter finns listade i Catalogue of Life.